# Pontirolo Nuovo
Pontirolo Nuovo är en ort och kommun i provinsen Bergamo i regionen Lombardiet i Italien. Kommunen hade 4 999 invånare (2018).